# ヤヌスキナーゼ

JAK-STAT系

ヤヌスキナーゼ（英: Janus kinase、またはヤーヌスキナーゼとも）は、非受容体型チロシンキナーゼの1つである。一般にJAKやJakと略される。Jakは、機能や遺伝子の位置の違いからJak1、Jak2、Jak3、Tyk2に分けられ、それらの多くは細胞増殖、生存、発生そして分化に関与しており、特に免疫細胞や血球系細胞において重要な役割を果たしている。シグナル伝達はSTATを介して伝えられる。

## ファミリー
JAKファミリーは4つある。
- ヤヌスキナーゼ1（JAK1）
- ヤヌスキナーゼ2（JAK2）
- ヤヌスキナーゼ3（JAK3）
- チロシンキナーゼ2（TYK2）

JAK1を発現しないトランスジェニックマウスは、インターフェロンガンマなどのいくつかのサイトカインに対して不完全な反応を示す。 JAK1およびJAK2はII型インターフェロン（インターフェロンガンマ）シグナル伝達に関与しているのに対し、JAK1およびTYK2はI型インターフェロンシグナル伝達に関与している。 TYK2を発現しないマウスは、NK細胞の機能に欠損がある。

## 機能
I型およびII型サイトカイン受容体ファミリーは触媒的キナーゼ活性を持たないので、シグナル伝達経路に関与する下流タンパク質をリン酸化し活性化するためにチロシンキナーゼのJAKファミリーに頼る。受容体は、対を成すポリペプチドとして存在し、したがって2つの細胞内シグナル伝達ドメインを示す。
JAKsは、細胞膜に隣接し、box1/box2領域と呼ばれる各細胞内ドメイン内のプロリンリッチ領域と会合する。受容体がそのそれぞれのサイトカインまたはリガンドと会合した後、立体構造変化を経て、2つのJAKにリン酸化するのに十分接近させる。 JAKの自己リン酸化はそれ自身の中で立体構造の変化を引き起こし、STATと呼ばれる転写因子をさらにリン酸化し活性化することによって細胞内シグナルを伝達することを可能にする（Signal transducer and Activator of Transcription、またはSignal Transduction And Transcription）。活性化されたSTATは受容体から解離し、細胞核に移動する前に二量体を形成し、そこで選択された遺伝子の転写を調節する。
JAK-STATシグナル伝達経路を使用する分子の例は、コロニー刺激因子、プロラクチン、成長ホルモン、および多くのサイトカインである。

### 臨床的な意義
JAK阻害薬は、乾癬、慢性関節リウマチ、真性赤血球増加症、本態性血小板血症、潰瘍性大腸炎、骨髄線維症を伴う骨髄異形成および白斑の治療のために開発中がすすめられている。 例としてトファシチニブやフィルゴチニブ（GLPG0634）があり、後者は2019年ベルギーの会社ガラパゴスによって開発され、2020年ギリアド・サイエンシズにより製造販売承認された。
2014年に、JAK阻害剤を経口投与すると一部の被験者の発毛を回復させることができ、皮膚に塗布すると発毛が効果的に促進されることが発見された。

## 免疫
JAK-STAT系と呼ばれる一連のシグナル伝達は、約40種のサイトカイン受容体と関連している。そのため、ヤヌスキナーゼは、関節リウマチやクローン病・潰瘍性大腸炎などの自己免疫疾患の創薬ターゲットとなっている。

## 血液疾患
骨髄線維症に対してヤヌスキナーゼ阻害薬が奏効することが報告されている。そのような化学物質としてはパクリチニブやルキソリチニブが知られている。